# 孙景琛
孙景琛（1929年4月16日—2008年4月6日），男，上海人，中国舞蹈史学家、舞蹈理论家，中国艺术研究院舞蹈研究所研究员，曾任中国舞蹈家协会常务理事。